# Anestesia espinhal

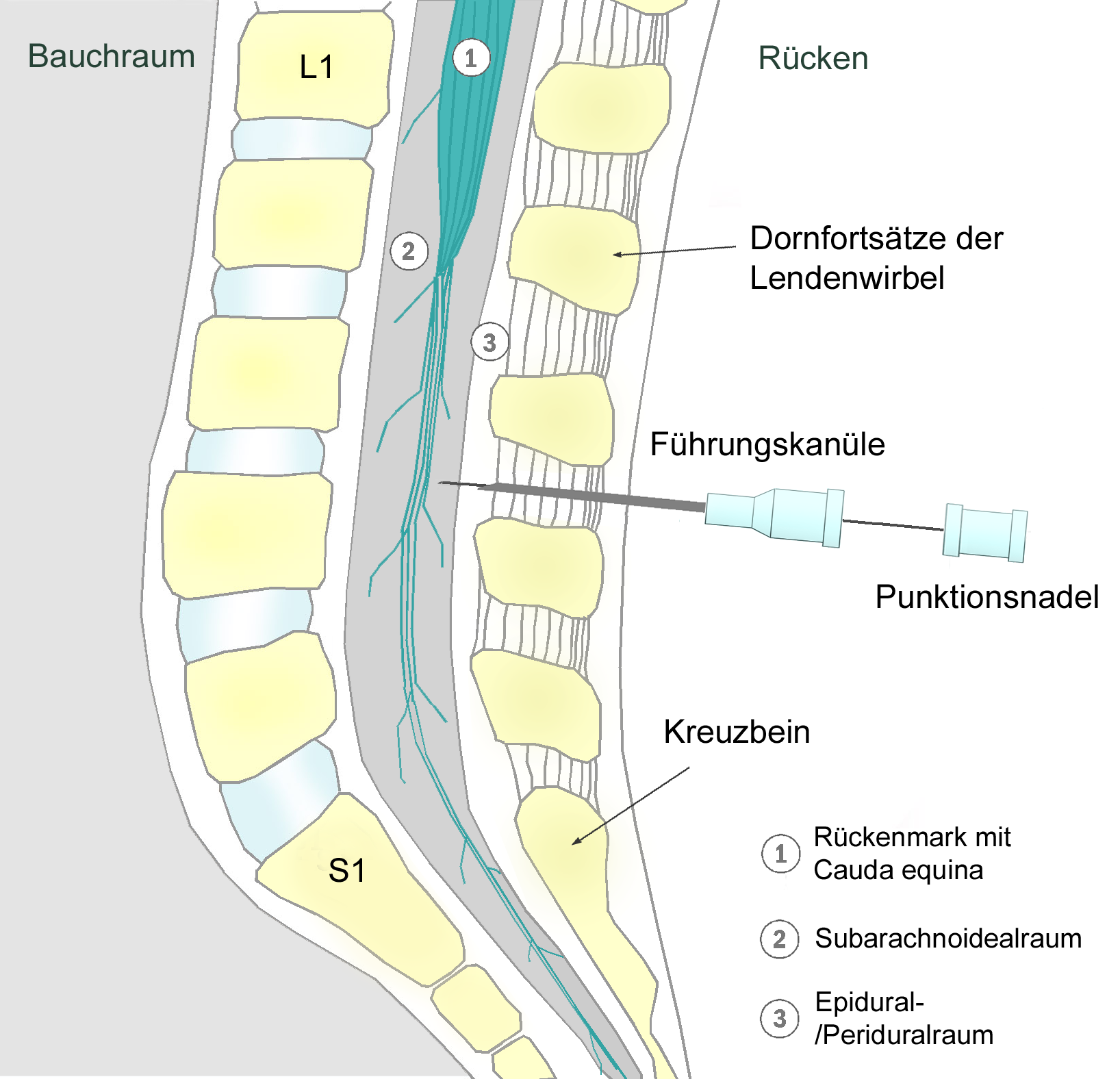
Princípios da anestesia espinhal.

Anestesia espinhal é uma forma de anestesia local que envolve a injeção de um anestésico no espaço subaracnóideo através de uma agulha fina. É diferente da anestesia epidural, na qual é injetado um fármaco através de um cateter colocado no espaço epidural.

## História
A primeira anestesia espinhal planejada para cirurgia em um ser humano foi administrada por August Bier em 16 de agosto de 1898 em Kiel, injetando 3 ml de uma solução de 0,5% de cocaína em um trabalhador de 34 anos de idade.